# Rhytachne rottboellioides
Rhytachne rottboellioides là một loài thực vật có hoa trong họ Hòa thảo. Loài này được Desv. miêu tả khoa học đầu tiên năm 1825.